# Малыши из мусорного бачка
«Малыши из мусорного бачка» (англ. The Garbage Pail Kids Movie) — кинофильм режиссёра Родни Амато 1987 года, экранная адаптация популярных детских игральных карт.
Фильм признан одним из худших в истории и не имеет ни одной положительной рецензии кинокритиков на Rotten Tomatoes.

## Сюжет
Подросток Доджер (в перев. «Плут») (Астин МакКензи) дружит с владельцем антикварного магазина. В магазине полно интересных и занимательных вещей, и ему позволено рассматривать всё, кроме старого мусорного бака. Оказывается, в баке живут семь ужасных детей, все в какой-то липкой зелёной грязи. Владелец лавки присматривает за ними. Эти дети помогают Доджеру в драке и становятся его друзьями, позже выручая его из неприятностей.

## В ролях
- Энтони Ньюли — капитан Манзини
- Маккензи Астин — Доджер
- Кати Барбери — «Мандарин»
- Рон Маклахлан — «Сок»
- Дж. П. Амато — Уолли
- Марджори Гро — Блит
- Фил Фондакаро — Грег, кочегар
- Линн Картрайт — ведущая показа мод
- Лео Гордон — охранник